# ガルア
ガルア（Garoua）は、カメルーン北部の都市。北部州の州都である。2012年の人口は29万6870人。

## 地理
アダマワ高地に位置する。

## 交通
ベヌエ川に面した重要な河港（7月～9月に利用可能）を持ち、ナイジェリアと連絡している。
また、ヌガウンデレへは道路が通じている。
空港も有り、北部の交通の要衝となっている。

### 空港
- ガルア国際空港

## 経済
産業としては繊維工業が盛んである。

## 出身地
カメルーン初代大統領アマドゥ・アヒジョの出身地である。